# Fukuchi
Fukuchi (福智町?) è una cittadina giapponese della prefettura di Fukuoka.